# Jürgen von Ahlefeldt
Jürgen von Ahlefeldt (* 20. Dezember 1748 auf Gut Damp; † 14. September 1823) war ein deutscher Amtmann und Träger des Dannebrog-Ordens.

## Leben
Er war der Sohn des Adligen Gutsherren Rudolf von Ahlefeld, Erbherr der Güter Damp, Hohenstein und Saxtorf. Jürgen von Ahlefeldt war Erbherr der Güter Damp, Hohenstein, Herr der Güter Borghorst, Dörphof, Maasleben und Möhlhorst. Seine Frau war Auguste Frederike Johanna Baronesse von Gemmingen zu Guttenbach und Niedersteinach, Tochter des badischen Kammerpräsidenten Reinhard von Gemmingen, die er am 24. August 1770 heiratete. Er war ein bedeutender Mann, der schon in jungen Jahren mit dem König Christian VII. von Dänemark und Norwegen bekannt war. Von Ahlefeldt besuchte als Student verschiedene süddeutsche Höfe und war Gast von König Friedrich II. von Preußen beim Staatsbesuch des Großfürsten Paul I., des späteren Zaren von Russland. Schon mit 23 Jahren wurde er für sechs Jahre zum Klosterpropst des adeligen St.-Johannis-Klosters vor Schleswig erwählt. Jürgen von Ahlefeldt war Träger des Großkreuzes vom Dannebrog und Amtmann von Gottorf und Hütten. Zudem war er Oberdirektor der Stadt Schleswig, Geheimer Konferenzrat, erstes Mitglied der schleswig-holsteinischen Landbaukommission und Mitglied des schleswigschen Landgerichts. Jürgen von Ahlefeldt starb am 14. September 1823 und wurde in Karby beigesetzt.